# Cantó de Laval-Est
El cantó de Laval-Est és un cantó francès del departament del Mayenne, situat al districte de Laval. Compta amb un municipi i part del de Laval.

## Municipis
- Entrammes
- Laval

| Data d'elecció                           | Identitat            | Partit                        | Qualitat |
| ---------------------------------------- | -------------------- | ----------------------------- | -------- |
| 1973-1979                                | Roger-François Buard | PS                            |          |
| 1979-1982                                | M. Favard            | Divers droite                 |          |
| 1982-1994                                | René Roueil          | RPR                           |          |
| 1994-                                    | Alain Guinoiseau     | RPR, després RPF, després DLR |          |
| les dades anteriors no són pas conegudes |                      |                               |          |
|                                          |                      |                               |          |